# Karim Abdul Razak
Pour les articles homonymes, voir Razak.
Karim Abdul Razak Tanko (né le 18 avril 1956 à Kumasi) est un footballeur ghanéen (milieu de terrain), devenu entraîneur. Il était surnommé « Golden Boy ». Il a remporté la Coupe d'Afrique des nations 1978 avec les Black Stars du Ghana et a été élu Ballon d'or africain cette année-là.

## Carrière de joueur

### Clubs
- 1975-1979 :  Asante Kotoko
- 1979-1981 :  New York Cosmos
- 1981-1982 :  Asante Kotoko
- 1982-1983 :  Al Ayn Club
- 1983-1985 :  Arab Contractors
- 1985-1988 :  Asante Kotoko
- 1988-1990 :  Africa Sports

### Équipe nationale
- 80 sélections et 25 buts en équipe du Ghana

## Carrière d'entraîneur

### Clubs
- 1999 :  Asante Kotoko
- 1993 : Etoile Filante de Lomé
- 1999-2000 :  AS Dragons FC de l'Ouémé
- 2000-2002 :  Stade malien

### Équipe nationale
- 2000 :  Ghana (adjoint)